# Mały Porsk
Mały Porsk (ukr. Малий Порськ) – wieś na Ukrainie w rejonie kowelskim obwodu wołyńskiego.
W Małym Porsku zamieszkiwała ziemiańska rodzina Teleżyńskich herbu Gozdawa, z której pochodzili ppłk Aleksander Teleżyński, prof. Henryk Teleżyński.
1 stycznia 1925 Mały Porsk odłącozno od gminy Szczurzyn w powiatu łuckiego w woj. wołyńskim, włączając go do gminy Hołoby w powiecie kowelskim w tymże województwie.